# Gegend Egg
Gegend Egg ist eine Ortschaft und als Gegend Eck eine Katastralgemeinde der Gemeinde Hainfeld im Bezirk Lilienfeld in Niederösterreich.

## Geografie
Die Streusiedlung liegt südöstlich von Hainfeld in einer nach Norden exponierten Hanglage. Zur Ortschaft zählen weiters die Lagen Arthof, Birnbaumer, Edelhof, Hartberg, Hinterleitner, Hofstatt, Kämpf, Mitterer, Prisching, Sommerhof und einige unbenannte Anwesen.

## Siedlungsentwicklung
Zum Jahreswechsel 1979/1980 befanden sich in der Katastralgemeinde Gegend Eck insgesamt 73 Bauflächen mit 58.739 m² und 84 Gärten auf 305.675 m², 1989/1990 gab es 76 Bauflächen. 1999/2000 war die Zahl der Bauflächen auf 170 angewachsen und 2009/2010 bestanden 110 Gebäude auf 167 Bauflächen.

## Geschichte
Im Jahr 1822 wurde der Ort als Streusiedlung mit 33 Häusern beschrieben, die nach Hainfeld eingepfarrt war, wohin auch die Kinder eingeschult wurden. Die Herrschaft Lilienfeld besaß die Ortsobrigkeit, übte die Landgerichtsbarkeit aus und besorgte die Konskription. Die Untertanen und Grundholde des Ortes gehörten den Herrschaften Kreisbach, Lilienfeld und Ebenfurth. Laut Adressbuch von Österreich waren im Jahr 1938 in Gegend Egg ein Schmied und zahlreiche Landwirte ansässig.

## Bodennutzung
Die Katastralgemeinde ist landwirtschaftlich geprägt. 695 Hektar wurden zum Jahreswechsel 1979/1980 landwirtschaftlich genutzt und 346 Hektar waren forstwirtschaftlich geführte Waldflächen. 1999/2000 wurde auf 695 Hektar Landwirtschaft betrieben und 362 Hektar waren als forstwirtschaftlich genutzte Flächen ausgewiesen. Ende 2018 waren 703 Hektar als landwirtschaftliche Flächen genutzt und Forstwirtschaft wurde auf 341 Hektar betrieben. Die durchschnittliche Bodenklimazahl von Gegend Eck beträgt 29,7 (Stand 2010).